# Erik Segersäll
Erik Segersäll (von altnordisch Eiríkr sigrsæli), deutsch Erik VIII., der Siegesfrohe oder auch Erik der Siegreiche, latinisiert Hericus Victor (* spätestens 945; † um 995 an einer Krankheit), war König der Svear und etwa zwischen 992 und 993 dänischer König. Die Zählung geht auf Johannes Magnus zurück.
Sein Vater soll der legendäre Sagenkönig Björn der Alte gewesen sein, seine historisch fassbaren Eltern sind aber nicht sicher zu ermitteln. Der schwedische Historiker Sture Bolin hält die Version von Adam von Bremen für am wahrscheinlichsten, dass der Vater Edmund Eriksson gewesen sei, den Adam als Vorgänger benennt.
Von manchen alten Chronisten wird er als der König von Schweden gerechnet, der als Erster die Gebiete von Svealand, Östergötland und Västergötland, also das gesamte mittelalterliche Schweden, unter sich vereinte. In heutiger Zeit wird dieses Verdienst oft seinem Sohn Olof Skötkonung zugerechnet. Erik soll mit Sigrid der Stolzen verheiratet gewesen sein. Allerdings wird auch bezweifelt, dass es diese Frau gegeben habe. Die ältesten Quellen berichten lediglich, dass er mit einer slawischen Fürstentochter verheiratet gewesen sei und dass auch die Frau von Sven Gabelbart eine Slawin gewesen sei und Gunhild geheißen habe. Da es sich um die Witwe Eriks gehandelt hat, müsste sie Gunnhild geheißen haben und die Tochter von Fürst Miezko gewesen sein. Sigrid wäre dann eine freie Erfindung der frühen Geschichtsschreiber gewesen, deren Name von dem damaligen dänischen Krongut in Schweden, das im 13. Jahrhundert Sigridslev genannt wurde, genommen wurde. Dieser Name deutet allerdings darauf hin, dass es tatsächlich eine Sigrid gegeben hat. Es könnte sein, dass Erik zweimal verheiratet war. Dafür spricht, dass Olof Skötkonung erwachsen war, als er König wurde, seine „Mutter“ aber noch sehr jung war.
Laut den vorhandenen Quellen, Isländischen Sagas, die allerdings recht spät geschrieben wurden, und der Chronik von Adam von Bremen, regierte Erik bei seinem Machtantritt um 970 zusammen mit seinem Bruder Olof. In diesem Dezennium wurde Sigtuna („Segertuna“, die ‚Siedlung des Siegreichen‘) gegründet. Damit ist Erik der erste mit Sicherheit identifizierte König, der eine Stadt in Schweden gegründet hat.
Als Olof, der vielleicht nur ein südschwedisches Stammesoberhaupt war, 975 starb, wurde Erik Alleinherrscher. Laut den isländischen Sagas wollte der Sohn Olofs, „Styrbjörn der Starke“, den Thron seines Vaters übernehmen und erkannte seinen Onkel Erik als rechtmäßigen schwedischen König nicht an. Er wandte sich deshalb außer Landes jenseits der Ostsee nach Pommern und wurde dort einer der führenden Häuptlinge der Jomswikinger, die u. a. auf Wollin im Gau Jom stationiert waren. Mit dieser Verstärkung und einem dänischen Hilfskontingent begab sich Styrbjörn auf dem Seeweg nach Uppland, um Erik abzusetzen. Etwa 983 oder 986 trafen die beiden Heere auf der Ebene Fyrisvallarna am Fluss Fyris südlich von Alt-Uppsala aufeinander. In der Schlacht fielen Styrbjörn und zahlreiche Jomswikinger. Eriks Gefolgschaftskrieger siegten, woraufhin er den Beinamen „der Siegesfrohe“ erhalten haben soll.
Erik soll nach Adam von Bremen auch einen Eroberungszug nach Dänemark durchgeführt haben, als Rache für die dänische Unterstützung von Styrbjörn. Manche Quellen nennen das Jahr 992 und andere ein Jahr früher. Erik soll dabei König Sven Gabelbart vertrieben haben und für ein Jahr regiert haben, doch dann zwang ihn eine Krankheit zurück nach Alt-Uppsala. Er starb wahrscheinlich 995 in seinem Königshof und es wird vermutet, dass er auf dem südwestlichen Grabfeld von Alt-Uppsala begraben wurde. Als König folgte ihm sein minderjähriger Sohn Olof Skötkonung nach. Erik hatte auch eine Tochter – Holmfrid Eriksdotter.

## Ehen
Erik Segersäll soll entweder mit Sigrid Storråda, der Tochter eines Machthabers (storman) aus Västergötland, oder mit Świętosława von Polen (auch bekannt als Gunhild), der Tochter von Fürst Mieszko I., verheiratet gewesen sein.
Die Quellen sind uneinig darüber, wer Eriks Frau war. Die isländischen Sagen und der Däne Saxo Grammaticus geben Sigrid Storråda an, die dadurch große Beachtung in den Berichten findet. Adam von Bremen notierte jedoch, dass es sich um eine namenlose slawische Prinzessin handelte, die in einem späteren Teil seines Buches den Namen Gunhild erhält. Lange betrachteten die Historiker die Berichte über Sigrid Storråda als erfunden und sie meinten, dass die Namen Sigrid oder Gunhild eine Abwandlung des polnischen Namens Świętosława seien. In neuerer Zeit geht die Ansicht dahin, dass Adam von Bremen ein Missverständnis unterlief und somit Sigrid Storråda als wahrscheinlicher gilt.